# Флоссенбюрг
Фло́ссенбюрг (нем. Flossenbürg) — община в Германии (ФРГ), в государстве (земле) Бавария. 
Община подчиняется административному округу Верхний Пфальц. Входит в состав района Нойштадт-ан-дер-Вальднаб. Население составляет 1657 человек (на 31 декабря 2010 года). Занимает площадь 23,26 км².
Община подразделяется на 16 сельских округов.
Во время Второй Мировой войны, здесь находился концлагерь для военнопленных СС-лагерь, начиная с ноября 1941 года умершие в лагере для военнопленных — Шталаг XIII Б (Stalag XIII B), по просьбе бургомистра города Вайден, сжигались в крематории концлагеря Флоссенбург, сожжено около 80 000 человек. 1 мая 1944 года в СС-лагере произошло восстание советских военнопленных и попытка их массового побега, при этом было убито несколько охранников, но восстание было жестоко подавлено: около 200 человек скончались от ран и ожогов, 40 руководителей восстания были казнены немцами. В  СС-лагере Флоссенбюрг были повешены адмирал В. Канарис, полковник Х. Остер и пастор Д. Бонхёфер.
Выжившие узники Шталага и город были освобождены от нацистов в апреле 1945 года американскими войсками, и его территория вошла в американскую зону оккупации.

## Население

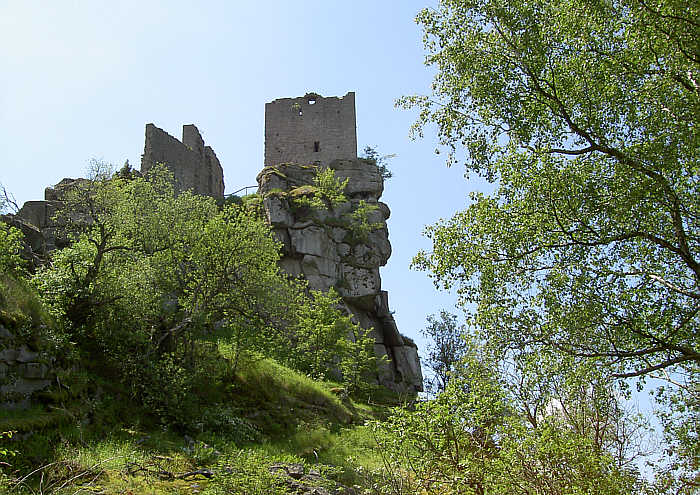
Флоссенбюрг

По оценке на 31 декабря 2015 года население общины Флоссенбюрг составляет 1582 чел. 

| Дата      | 1840 | 1871 | 1900 | 1925 | 1939 | 1950 | 1961 | 1970 | 1987 | 2011 |
| --------- | ---- | ---- | ---- | ---- | ---- | ---- | ---- | ---- | ---- | ---- |
| Население | 595  | 703  | 810  | 1047 | 2281 | 2431 | 2120 | 2071 | 1980 | 1643 |

| Год       | 1960 | 1970 | 1980 | 1990 | 2000 | 2009 | 2010 | 2011 | 2012 | 2013 | 2014 | 2015 |
| --------- | ---- | ---- | ---- | ---- | ---- | ---- | ---- | ---- | ---- | ---- | ---- | ---- |
| Население | 2116 | 2073 | 1914 | 2027 | 1827 | 1670 | 1657 | 1645 | 1621 | 1626 | 1612 | 1582 |